# アイダホ州第2選挙区
アイダホ州第2選挙区(アイダホしゅうだい2せんきょく、Idaho's 2nd congressional district)は、アイダホ州に設置されたアメリカ合衆国下院の選挙区。

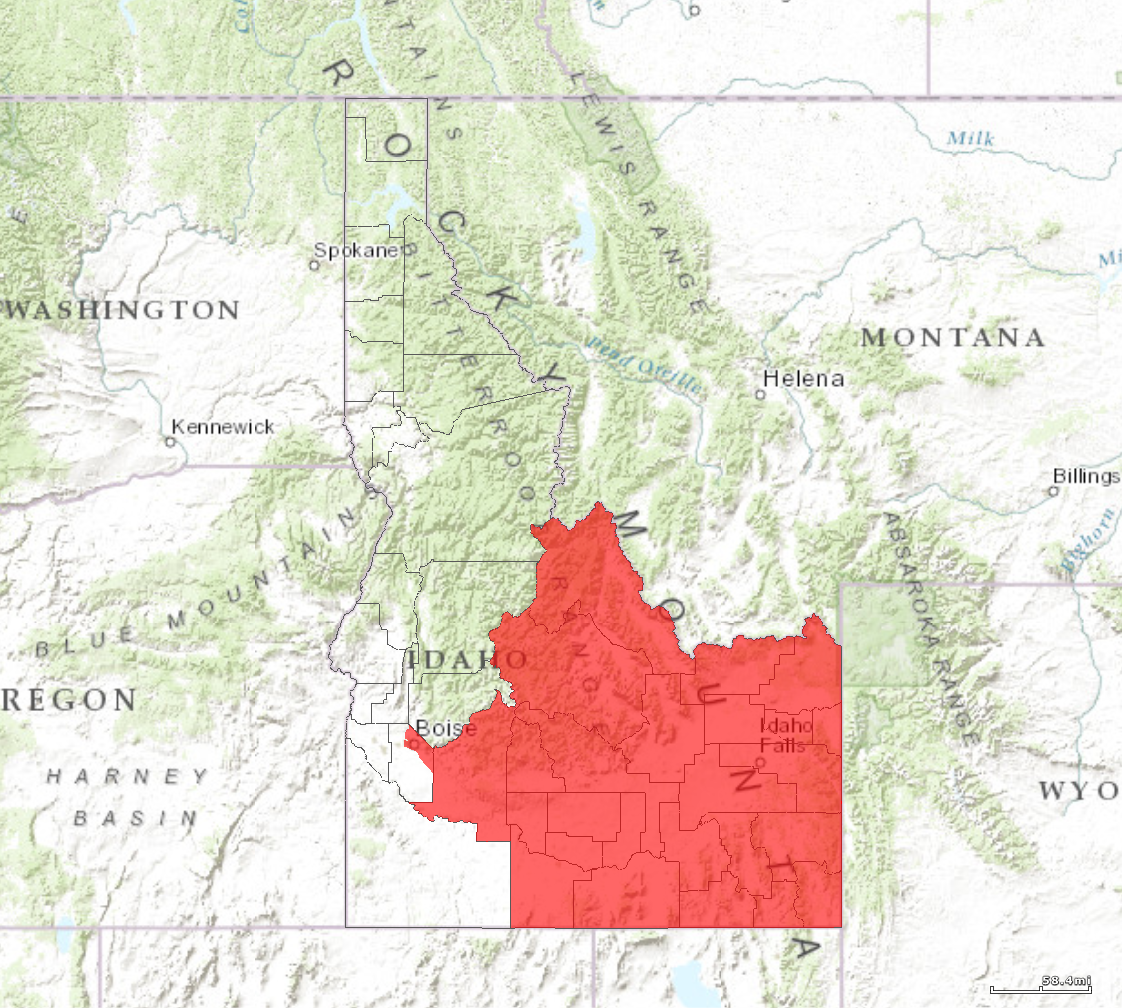
2013年 -

## 概要
1890年にアイダホ州に昇格してから1916年の選挙まで、アイダホ州には州で1地区の全州選挙区が設置されていた。1918年選挙から西部のアイダホ州第1選挙区と東部の第2選挙区が設置された。

### 区域
- バノック郡、ベアレイク郡、ビンガム郡、ブレイン郡、ボンネビル郡、ビュート郡、キャマス郡、カリブー郡、カシア郡、クラーク郡、カスター郡、エルモア郡、フランクリン郡、フレモント郡、グッディング郡、ジェファーソン郡、ジェローム郡、レムヒ郡、リンカーン郡、マディソン郡、ミニドカ郡、オナイダ郡、パワー郡、ティトン郡、ツインフォールズ郡の25郡全域とエイダ郡の一部[1]

### データ
- 人口(2019年) - 852,239人[2]
- 分布(2010年) - 都市人口： 71.33%/ 農村人口： 28.67%[3]
- 世帯収入の中央値(2019年) - 58,708ドル[2]
- 民族構成 - 白人(90.1%)、その他人種(3.12%)、アジア系(1.69%)、アメリカン・インディアン/アラスカ先住民(1.36%)[2]、ヒスパニック/ラティーノ(14.33%)[2]
- 祖先の人種 - イングランド系(16.36%)、ドイツ系(13.36%)、アイルランド系(6.93%)、アメリカ人(5.13%)、スコットランド系(英語版（英語版）)(3.56%)、イタリア系(3.01%)、スウェーデン系(2.99%)、ノルウェー系(2.47%)、デンマーク系(2.37%)、フランス系(2.12%)、ウェールズ系(英語版（英語版）)(1.84%)、オランダ系(1.30%)[2]

## 大統領選挙の結果
1912年以来、アイダホ州には現在4人の選挙人が配分されている。 以下は2000年以降の大統領選挙の結果である。
| 年     | 勝利候補                    | 敗北候補                   |
| ------ | --------------------------- | -------------------------- |
| 2000年 | ジョージ・W・ブッシュ(67%)  | アル・ゴア (28%)           |
| 2004年 | ジョージ・W・ブッシュ (69%) | ジョン・ケリー (30%)       |
| 2008年 | ジョン・マケイン (61%)      | バラク・オバマ (37%)       |
| 2012年 | ミット・ロムニー (64%)      | バラク・オバマ (33%)       |
| 2016年 | ドナルド・トランプ (55%)    | ヒラリー・クリントン (30%) |
| 2020年 | ドナルド・トランプ (60%)    | ジョー・バイデン (37%)     |